# Nadderud

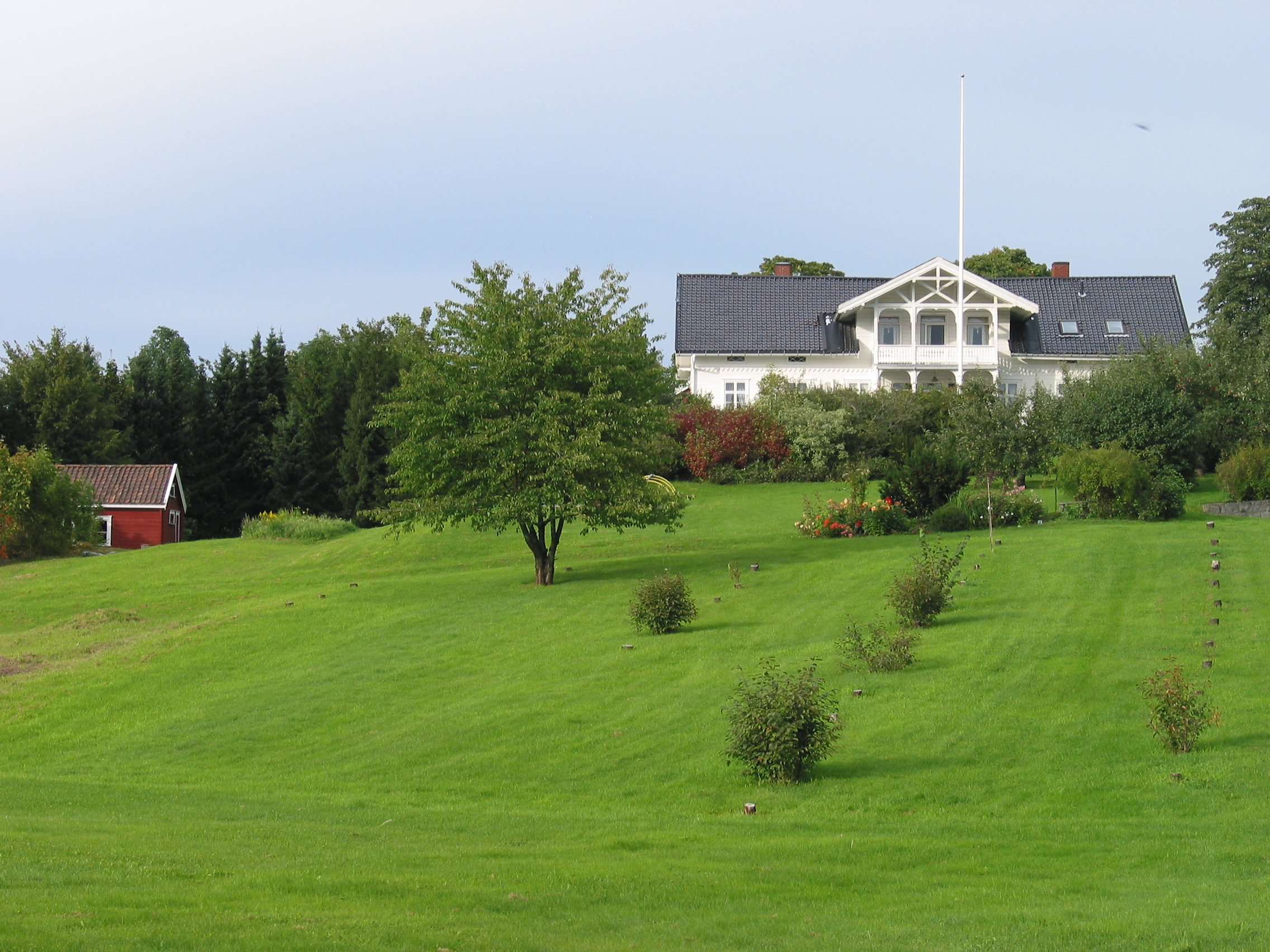
(Övre) Nadderuds gård.

Nadderud är ett område i östra Bærums kommun i Norge. Tidigare bestod området av ägor som tillhörde diverse gårdar i Bærum, men under 1950-talet började man bygga bostadshus, skolhus och sportanläggningar här. Bland annat finns Nadderud stadion här. Delar av området har växt samman med Bekkestua.